# Focus, društvo za sonaraven razvoj
Focus društvo za sonaraven razvoj (krajše Društvo Focus) je samostojna, nevladna, nepolitična in nepridobitna okoljska organizacija, ki deluje na področju podnebnih sprememb. Obstaja od leta 2002 z dejavnostmi na lokalni in nacionalni, kot tudi na mednarodni ravni in ravni EU. Društvo Focus sodeluje s Friends of the Earth Europe in je član Climate Action Network Europe ter European Federation for Transport and Environment.
Društvo Focus osredotoča svoje delo na teme energija, mobilnost ter globalna odgovornost in potrošnja iz perspektive podnebnih sprememb. V okviru teh področij organizira različne dogodke, izvaja kampanje in praktično orientirane projekte, ozavešča javnost, spremlja, analizira in se vključuje v procese odločanja in oblikovanja politik ter sodeluje z različnimi deležniki. Društvo Focus navaja kot glavni cilj svojega delovanja »spodbujanje in doseganje okolju in družbi odgovorno življenje«. 

## Stališča in dejavnosti
Društvo Focus je v javnosti najbolj znano glede svojih stališč in dejavnosti na področju podnebnih sprememb, energije, prometa in etične potrošnje.

### Podnebje
V društvu Focus verjamejo, da so podnebne spremembe, ki jih povzroča človek, največja grožnja, s katero se sooča Zemlja.   Društvo Focus ozavešča javnost o spreminjanju podnebja in spreminjanju navad, poleg tega pa aktivno sodeluje pri iskanju rešitev in sooblikovanju podnebne politike v Sloveniji  in EU ter sledi mednarodnim podnebnim pogajanjem. 

### Energija
Društvo Focus spodbuja učinkovito rabo energije, rabo obnovljivih virov energije, pametna omrežja ,  in izkoreninjenje jedrske energije.   V društvu Focus verjamejo, da vodi raba fosilnih in jedrskih goriv tudi k vse bolj monopoliziranemu upravljanju z energijo in da bi tudi zato morali energetski sistemi prihodnosti temeljiti na uravnoteženi mešanici učinkovite rabe energije, obnovljivih virov energije, decentraliziranih omrežij ter trajnostnega življenjskega sloga. 

### Promet
V društvu Focus vidijo rešitev takšnega stanja v trajnostni mobilnosti, ki pomeni zagotavljanje učinkovite in enakopravne mobilnosti za vse ob minimalnih nezaželenih stranskih učinkih.   Društvo Focus zato spodbuja načine mobilnosti, ki potrebe ljudi po mobilnosti usklajujejo z okoljskimi in drugimi dimenzijami prometa. 

### Etična potrošnja
V društvu Focus verjamejo, da eden od pokazateljev teh vplivov, podnebne spremembe - prekomerni izpusti, ki nastajajo v razvitem svetu, preko spreminjanja podnebja, močno prizadene najbolj ranljive države. Društvo Focus zato želi izgraditi zavedanje, da je podnebje skupno vsem ljudem na Zemlji, s katerimi živimo v ekološki soodvisnosti.